# Ahmed Haroun (homme politique)
Pour les articles homonymes, voir Ahmed Haroun et Haroun.
Ahmed Mohammed Haroun, ou Ahmad Harun (en arabe : أحمد هارون), né en 1964 au Kordofan-Septentrional, est l'un des six Soudanais mis en accusation par la Cour pénale internationale dans le cadre de son enquête sur les crimes commis au Darfour. Haroun est recherché pour crime de guerre et crime contre l'humanité.
En dépit de la pression internationale sur le gouvernement soudanais, Haroun a été ministre d'État aux affaires humanitaires jusqu'en mai 2009, date à laquelle il a été nommé gouverneur du Kordofan-Méridional.
En septembre 2007, il est nommé pour mener une enquête sur les violations des droits humains au Darfour, alors même qu'il est mis en accusation par la CPI.
Le 1er mars 2019, il devient président du parti Congrès national.
En janvier 2024, Les États-Unis offrent une récompense de 5 millions de dollars pour des informations menant à la capture d'Ahmed Haroun. Ahmed Haroun est présenté par le département d’État américain comme ayant recruté, financé et armé les sinistres miliciens Janjawid qui ont participé à des atrocités comme des meurtres, des viols, des actes de tortures, des déportations forcées et autres traitements inhumains pratiqués au Darfour dans les années 2000.

## Enquête de la Cour pénale internationale
Haroun est présumé avoir recruté et armé les milices Janjawid et d'avoir incité des attaques contre les populations civiles.
Un mandat d'arrêt est délivré le 27 avril 2007 par la Cour pénale internationale. Il est recherché pour vingt chefs de crime contre l'humanité et pour vingt-deux chefs de crimes de guerre,.
En mai 2021, Ahmed Haroun, exprime son souhait d'être transféré devant la CPI.
Le 11 août 2021, le Conseil des ministres du Soudan annonce la remise prochaine d'Haroun, d'Abdel Rahim Mohamed Hussein et d'Omar el-Bechir à la CPI.